# Општина Бобота (Салаж)
Бобота (рум. Bobota) општина је у Румунији у округу Салаж.
Oпштина се налази на надморској висини од 184 m.